# Catherine Virlouvet
Catherine Virlouvet (née le 13 février 1956) est une historienne française, professeure d'histoire économique et sociale de Rome. Elle est directrice de l'École française de Rome de 2011 à 2019, première femme nommée à ce poste.

## Biographie
Elle est ancienne élève de l'École normale supérieure de Fontenay-aux-Roses (1976) et agrégée d'histoire. Elle soutient en 1986 une thèse d'histoire romaine intitulée Tessera frumentaria : les procédures de distribution du blé public à Rome de la fin de la République au Haut-Empire. Membre de l'École française de Rome (1983-1986), elle a été maître de conférences d'histoire ancienne à l'université de Rouen puis directrice des études de la section antiquité de l'École française de Rome (1993-1999). Elle est nommée professeure d'histoire ancienne à l'université d'Aix-Marseille en 1999, et dirige l'École française de Rome de 2011 à 2019. Élève de Claude Nicolet, elle est spécialiste de l'histoire économique et sociale de Rome à la fin de la République et sous le Haut-Empire.

## Publications

### Ouvrages
- Tessera frumentaria. Les procédures de la distribution de blé public à Rome, Rome, École française de Rome, 1995.
- Famines et émeutes à Rome des origines de la république à la mort de Néron, Rome, École française de Rome, 2001.
- La plèbe frumentaire dans les témoignages épigraphiques : essai d’histoire sociale et administrative du peuple de Rome antique, Rome, École française de Rome, 2009.
- (Co-direction) Nourrir les cités de la Méditerranée. Antiquité-Temps modernes, avec B. Marin, Maisonneuve & Larose, Maison méditerranéenne des sciences de l’homme, Paris, 2004, 894 p.  (ISBN 2-7068-1720-8).
- Catherine Virlouvet (dir.), Nicolas Tran et Patrice Faure, Rome, cité universelle : De César à Caracalla 70 av J.-C.-212 apr. J.-C, Paris, Éditions Belin, coll. « Mondes anciens », 2018, 880 p. (ISBN 978-2-7011-6496-0).
- Catherine Virlouvet (dir.) et Stéphane Bourdin, Rome, naissance d'un empire : De Romulus à Pompée 753-70 av. J.-C, Paris, Éditions Belin, coll. « Mondes anciens », 2020, 796 p. (ISBN 978-2-7011-6495-3).

### Articles
- « Les denrées alimentaires dans les archives des Sulpicii de Pouzzoles », Cahiers Glotz, XI, 2000, p. 131-149.
- « La tribu des soldats originaires de Rome », MEFRA 113, 2001, 2, p. 735-752

## Documents sonores
- « Le peuple de Rome », émission de Vincent Charpentier, Le salon noir, France-Culture, 27.03.2013, 27 min, en ligne.

## Décorations
- Officier de l'ordre national du Mérite. Elle est directement promue au grade d'officier par décret du 15 mai 2015 pour récompenser ses 28 ans de services[2].